# La Roquille
La Roquille ist eine französische Gemeinde mit 310 Einwohnern (1. Januar 2022) im Département Gironde in der Region Nouvelle-Aquitaine.

## Geografie
La Roquille liegt drei Kilometer südlich von Pineuilh im Weinbaugebiet Sainte-Foy-Bordeaux, direkt an der  Departementsstraße D 708.

## Bevölkerungsentwicklung
| Jahr      | 1962 | 1968 | 1975 | 1982 | 1990 | 1999 | 2006 |
| Einwohner | 260  | 289  | 264  | 218  | 335  | 312  | 296  |

## Sehenswürdigkeiten

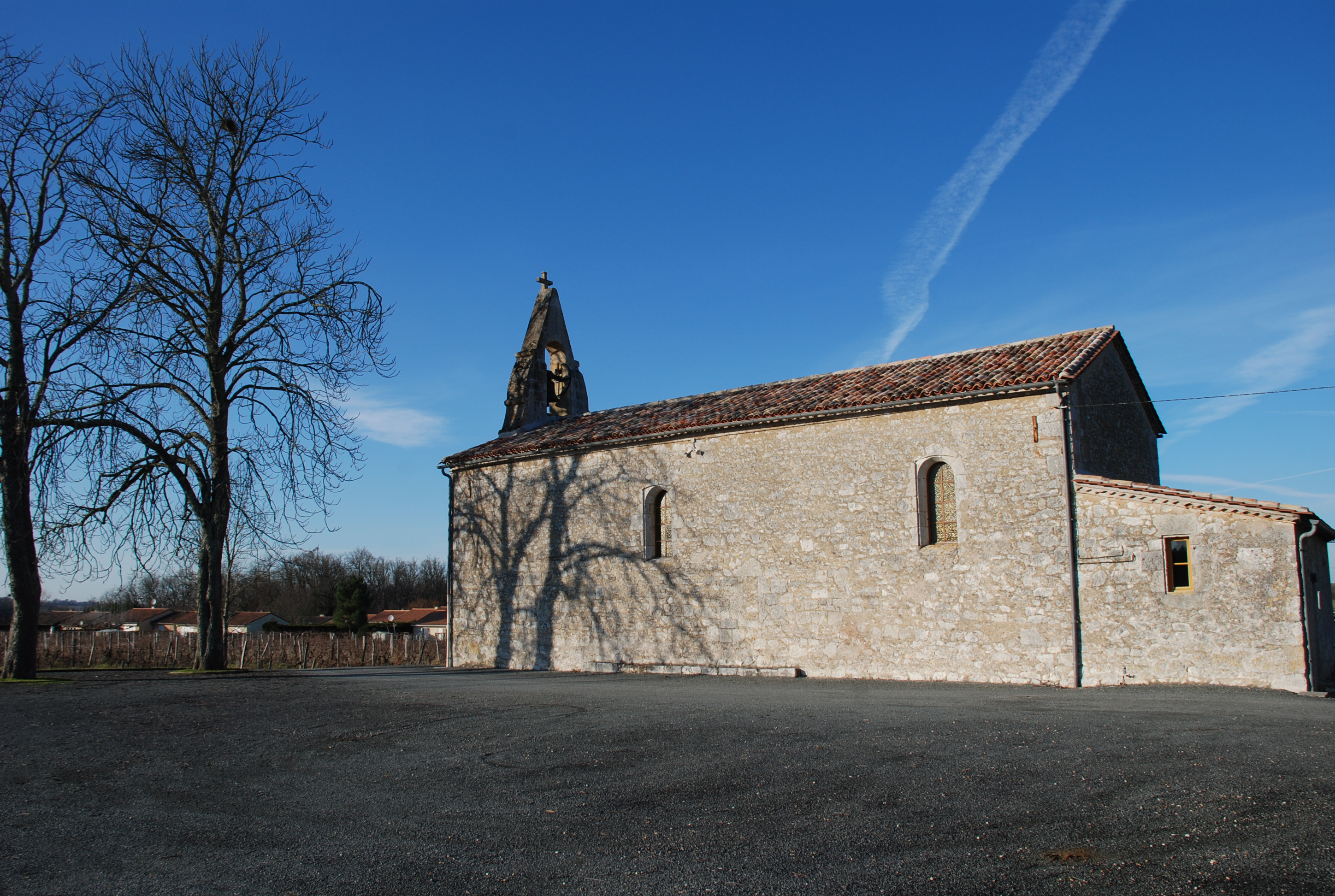
Kirche Saint-Jean-Porte-Latine

- Kirche Saint-Jean-Porte-Latine
- Überreste gallo-römischer Brunnen